# Eublemma flavinia
Eublemma flavinia là một loài bướm đêm trong họ Erebidae.